# Cuatrecasanthus
Cuatrecasanthus là một chi thực vật có hoa trong họ Cúc (Asteraceae).

## Loài
Chi Cuatrecasanthus gồm các loài: